# Geologica et palaeontologica
Geologica et palaeontologica est une revue scientifique allemande des domaines de la Géologie et de la Paléontologie.

## Présentation
Cette revue est éditée par la plus ancienne université protestante au monde Philipss-Universität Marburg dans le land de Hesse en Allemagne.